# Дуброва (Чушевицкий сельсовет)
Дуброва — деревня в Верховажском районе Вологодской области.
Входит в состав Чушевицкого сельского поселения, с точки зрения административно-территориального деления — в Чушевицкий сельсовет.
Расстояние по автодороге до районного центра Верховажья — 53,8 км, до центра муниципального образования Чушевиц — 10 км. Ближайшие населённые пункты — Толстуха, Владыкина Гора, Спирино, Кайчиха.
По переписи 2002 года население — 11 человек.